# چوکورجاک (سلطان‌داغی)
چوکورجاک (به ترکی استانبولی: Çukurcak) یک منطقهٔ مسکونی در ترکیه است که در سلطان‌داغی واقع شده‌است.